# Hüseyinmescit, Terme
Hüseyinmescit là một thị trấn thuộc huyện Terme, tỉnh Samsun, Thổ Nhĩ Kỳ. Dân số thời điểm năm 2010 là 2.029 người.